# Limerick (Maine)
Limerick es un pueblo ubicado en el condado de York en el estado estadounidense de Maine. En el Censo de 2010 tenía una población de 2.892 habitantes y una densidad poblacional de 39,53 personas por km².

## Geografía
Limerick se encuentra ubicado en las coordenadas 43°41′19″N 70°46′55″O / 43.68861, -70.78194. Según la Oficina del Censo de los Estados Unidos, Limerick tiene una superficie total de 73.15 km², de la cual 70.29 km² corresponden a tierra firme y (3.92%) 2.86 km² es agua.

## Demografía
Según el censo de 2010, había 2.892 personas residiendo en Limerick. La densidad de población era de 39,53 hab./km². De los 2.892 habitantes, Limerick estaba compuesto por el 97.27% blancos, el 0.35% eran afroamericanos, el 0.62% eran amerindios, el 0.21% eran asiáticos, el 0% eran isleños del Pacífico, el 0.1% eran de otras razas y el 1.45% pertenecían a dos o más razas. Del total de la población el 1% eran hispanos o latinos de cualquier raza.